# Lac Mercier
Lac Mercier är en sjö i Kanada.   Den ligger i regionen Abitibi-Témiscamingue och provinsen Québec, i den sydöstra delen av landet, 300 km norr om huvudstaden Ottawa. Lac Mercier ligger 391 meter över havet.
Trakten runt Lac Mercier är nära nog obefolkad, med mindre än två invånare per kvadratkilometer.